# Даниел Рикардо
Даниел Рикардо (на английски: Daniel Ricciardo) е австралийски пилот от Формула 1 и шампион на  британската Формула 3 за 2009 г. След оттеглянето на Марк Уебър е обявен за негов заместник в отбора от Формула 1 на Ред Бул Рейсинг. На 9 юни 2014 г. печели първото си състезание във Формула 1 за Голямата награда на Канада. След пет сезона с Ред Бул Рейсинг през 2019 преминава в Рено Ф1, където остава за два последователни сезона, а през 2021 и 2022 се състезава за Макларън. През ноември 2022 г. Ред Бул Рейсинг обявява завръщането на Рикардо в отбора за сезон 2023 като трети пилот.

## Кариера

### Формула Форд, Формула БМВ и Формула Рено
Рикардо започва да кара картинг на 9 години и участва в множество картинг събития оттогава. През 2005 г. той влиза в западно австралийската Формула Форд като завършва 8 в края на сезона. През следващата година Рикардо печели стипендия за Формула БМВ Азия. През дебютния си сезон записва две победи и една пол позиция. Така завършва на трето място в шампионата с 231 точки, 59 зад първия.
През 2007 г. Рикардо преминава към Формула Рено. Завършва годината седми в италианската серия със 196 точки и един подиум. През 2008 г. отново се състезава във Формула Рено в Европейския регион. Тук взима първата си европейска титла.

### Формула 3 и Формула Рено 3.5
По средата на сезон 2008, Рикардо прави своя дебют във Формула 3 на Нюрбургринг. Въпреки малкия си опит в тази надпревара, австралиецът записва осмо място в квалификацията и шесто място в състезанието.
Рикардо се премества в Британската Формула 3 през сезон 2009 като пилот на Карлин. Прави и дебютът си във Формула Рено 3.5. Рикардо става първият австралиец след Дейвид Брабам, който печели шампионата във Формула 3.
На 30 октомври 2009 г. Рикардо подписва с отбора на Tech 1 за сезон 2010.
След малък инцидент с велосипед, той бе принуден да пропусне втория тест за сезона, но след това печели пол-позиция в първите две състезания като завършва съответно втори и трети и оглавява шампионата. В следващото състезание на Спа-Франкоршан, Рикардо има проблеми при стартирането. В следващите две състезания завършва 13-и и 5-и. Една седмица след това в Монако успява да направи трети пол позишън и първа победа. Печели още две победи на Хунгароринг и на Хокенхаймринг. В крайна сметка не успява да спечели шампионата, изоставайки на само 2 точки от първото място.

### Формула 1

#### Хиспания Рейсинг (2011)
На 30 юни 2011 г. Рикардо подписва с отбора на Хиспания Рейсинг, заменяйки Нараин Картекиан във всички останали състезания от сезона с изключение на Голямата награда на Индия, което е домашно състезание за Картекиан.
Въпреки това, на 22 октомври 2011 г., няколко дни преди Индийското Гран при отбора на Хиспания Рейсинг обяви, че Нараин Картекиан ще замени Витантонио Лиуци, което позволява на Рикардо да вземе участие в надпреварата. Рикардо завършва на 18-а позиция, което е и най-доброто му постижение за сезона заедно с Голямата награда на Унгария, където също е 18-и.

#### Скудерия Торо Росо (2012-2013)
На 14 декември 2011 г. бе потвърдено, че Рикардо ще кара за Скудерия Торо Росо през сезон 2012, заедно с французина Жан-Ерик Верн. В състезанието за Голямата награда на Австралия, Рикардо успя да изпревари Верн и да завърши на 9-о място като записва първите си две точки. До края на годината австралиецът постига още три пъти деветото място в Белгия, Сингапур и Южна Корея. Освен това печели и две десети места в Япония и Абу Даби. Завършва сезона като 18-и с 10 точки.
На 31 октомври 2012 г. Торо Росо обяви преподписването на Рикардо за сезон 2013. В състезанията за Голямата награда на Китай и Голямата награда на Италия, Рикардо записва най-доброто си постижение – седмо място.

#### Ред Бул Рейсинг (2014)
На 2 септември 2013 г. Рикардо е обявен за заместник на своя сънародник Марк Уебър в отбора на Ред Бул Рейсинг. Той си партнира с четирикратния световен шампион Себастиан Фетел.
На 9 юни 2014 г. печели първата си победа във Формула 1 за Голямата награда на Канада в Монреал. По този начин става четвъртият австралиец, спечелил победа във Формула 1.

#### Рено Ф1 (2019)
През лятото на 2018 Даниел Рикардо обяви че преминава към Рено, защото търси промяна и нови приключения.
През 2019 ще си партнира с Нико Хюлкенберг. От френския отбор съобщават за сериозен напредък и развитие по колата. Очакват да се борят за титла през 2021.